# Жене Хероји Руске Федерације
Херој Руске Федерације је почасно звање у Руској Федерацији, установљено 1992. године по узору на раније звање Хероја Совјетског Савеза. Од 1992. године ово звање је добило преко 1.000 особа, од чега 17 жена.
Од 17 жена Хероја Руске Федерације њих осам су проглашене за живота, а њих седам постхумно. Осам жена је проглашено за хероје за заслуге у Великом отаџбинском рату, од чега четири постхумно, а четири за живота. Тренутно је живо само пет жена хероја Руске Федерације.

## Списак
1. Алиме Абденанова (1924—1944), за хероја Руске Федерације проглашена 1. септембра 2014. године.
2. Александра Акимова (1922—2012), за хероја Руске Федерације проглашена 31. децембра 1994. године.
3. Марем Арапханова (1963—2002), за хероја Руске Федерације проглашена 3. јуна 2003. године.
4. Нина Брусникова (1960), за хероја Руске Федерације проглашена 5. октобра 2006. године.
5. Јекатерина Буданова (1916—1943), за хероја Руске Федерације проглашена 1. октобра 1993. године.
6. Вера Волошина (1919—1941), за хероја Руске Федерације проглашена 6. маја 1994. године.
7. Ирина Јањина (1966—1999), за хероја Руске Федерације проглашена 14. октобра 1999. године.
8. Љубов Јегорова (1966), за хероја Руске Федерације проглашена 22. априла 1994. године.
9. Наталија Качујевска (1922—1942), за хероја Руске Федерације проглашена 12. мај 1997. године.
10. Леонтина Коен (1913—1992), за хероја Руске Федерације проглашена 15. јуна 1996. године.
11. Јелена Кондакова (1957), за хероја Руске Федерације проглашена 10. априла 1994. године.
12. Лариса Лазутина (1965), за хероја Руске Федерације проглашена 27. фебруара 1998. године.
13. Марина Плотникова (1974—1991), за прву жену хероја Руске Федерације проглашена 25. августа 1992. године.
14. Валентина Савицка (1916—2000), за хероја Руске Федерације проглашена 10. априла 1995. године.
15. Јелена Серова (1976), за хероја Руске Федерације проглашена 15. фебруара 2016. године.
16. Татјана Сумарокова (1922—1997), за хероја Руске Федерације проглашена 11. октобра 1995. године.
17. Лидија Шулајкина (1915—1995), за хероја Руске Федерације проглашена 1. октобра 1993. године.